# فرهنگ سیستانی

فرهنگ سیستانی به گروهی از ویژگی‌های متمایز فرهنگی مردم سیستانی گفته می‌شود و شامل ارزش‌های اجتماعی و هنجارهای موجود و همچنین دانش، اعتقادات، هنرها، قوانین، آداب و رسومی می‌شود که در میان مردم سیستانی رواج دارد.

## زبان و ادبیات
مردم سیستانی به گویش سیستانی سخن می‌گویند، گویش سیستانی یکی از گویش‌های زبان فارسی است.
فرهنگ نویسان، گویش سیستانی را یکی از چهار زبان متروک پارسی یاد کرده‌اند. ابوریحان بیرونی در الصیدنه، چند لغت از زبان قدیم سیستانی آورده‌است.
بسیاری از واژگان سیستانی از هزار سال پیش تاکنون تفاوت چندانی نکرده‌است. اگرچه اصل زبان که احیاناً همان سکزی است، پیش از این منقرض شده و تنها گویش آن باقی‌مانده‌است.
ادبیات سیستانی به مجموعه‌ای از متون و اشعار نوشتاری و شفاهی گفته می‌شود که به سیستانی گفته یا نوشته شده‌است. در میان کتب ادبی به نوشتار سیستانی در صده اخیر نیز ناهماهنگی‌های بارزی در رسم‌الخط سیستانی به چشم می‌خورد. تلاش‌های اخیری که برای یکپارچه‌سازی رسم‌الخط سیستانی انجام شده‌است تاکنون با بی اقبالی مواجه شده‌است.
در این زمینه در حال حاضر کوشش‌های تازه‌ای صورت گرفته و چند جلد کتاب به گویش سیستان با خط فونتیک بین‌المللی ipa و ترجمه به فارسی نوشته شده که عبارتند از:
۱- ادبیات سیستان، بخش نثر، ادبیات داستانی، آسوکه، جلد نخست، غلامرضا عمرانی، نشر دریافت، ۱۳۹۲؛
۲- ادبیات سیستان، بخش نثر، ادبیات داستانی، آسوکه، جلد دوم، غلامرضا عمرانی، نشر دریافت، ۱۳۹۳؛
۳- ادبیات سیستان، بخش نثر، ادبیات داستانی، آسوکه، جلد سوم، غلامرضا عمرانی، نشر دریافت، ۱۳۹۴؛
۴- ادبیات سیستان، بخش نظم، شعر امروز، جلد نخست، (موسیقی) غلامرضا عمرانی، نشر دریافت، ۱۳۹۴.

## موسیقی
موسیقی سیستانی یکی از موسیقی‌های نواحی ایران است که خاستگاه آن منطقه سیستان می‌باشد. موسیقی سیستانی در میان تمام موسیقی‌هایی که در نواحی مختلف ایران وجود دارند از ماهیت و کیفیت ویژه ای برخوردار است.
موسیقی سیستان از جمله هنرهایی است که به‌جهت شرایط خاص آن شاخص‌تر از موسیقی دیگر مناطق است.
موسیقی که در ماه رمضان خوانده می‌شود، اجرای موسیقی تعزیه و موسیقی «صفت» بخشی از این نوع موسیقی در مدح خدا، پیامبر و بزرگان دین است. همچنین موسیقی مرثیه و مراسم عزاداری است.

## رقص
رقص در سیستان بر گونه‌های مختلفی تقسیم می‌شود که هر کدام در مناسبت ویژه‌ای به اجرا گذاشته می‌شوند؛ در یک تقسیم‌بندی می‌توان رقص سیستانی را به دو نوع مردانه و زنانه تقسیم‌بندی کرد.
از انواع رقص زنانه سیستانی می‌توان به رقص پایکوبی اشاره کرد که صورت ویژه آن کوبیدن متناوب پا بر زمین به دنبال ضرب‌های مشخص ساز دایره می‌باشد.
رقص سیستان را نمادی از صلح و جنگ و اتحاد دانسته‌اند. هر یک از حرکات و ابزارها متناسب با فرهنگ سیستان و در ارتباط نزدیک با طبیعت شکل گرفته‌است.

## پوشاک
پوشاک سیستانی لباس سنتی و محلی مردم سیستان و برگرفته از فرهنگ، جغرافیا و هزاران سال همزیستی با طبیعت در گذشته و حال است.

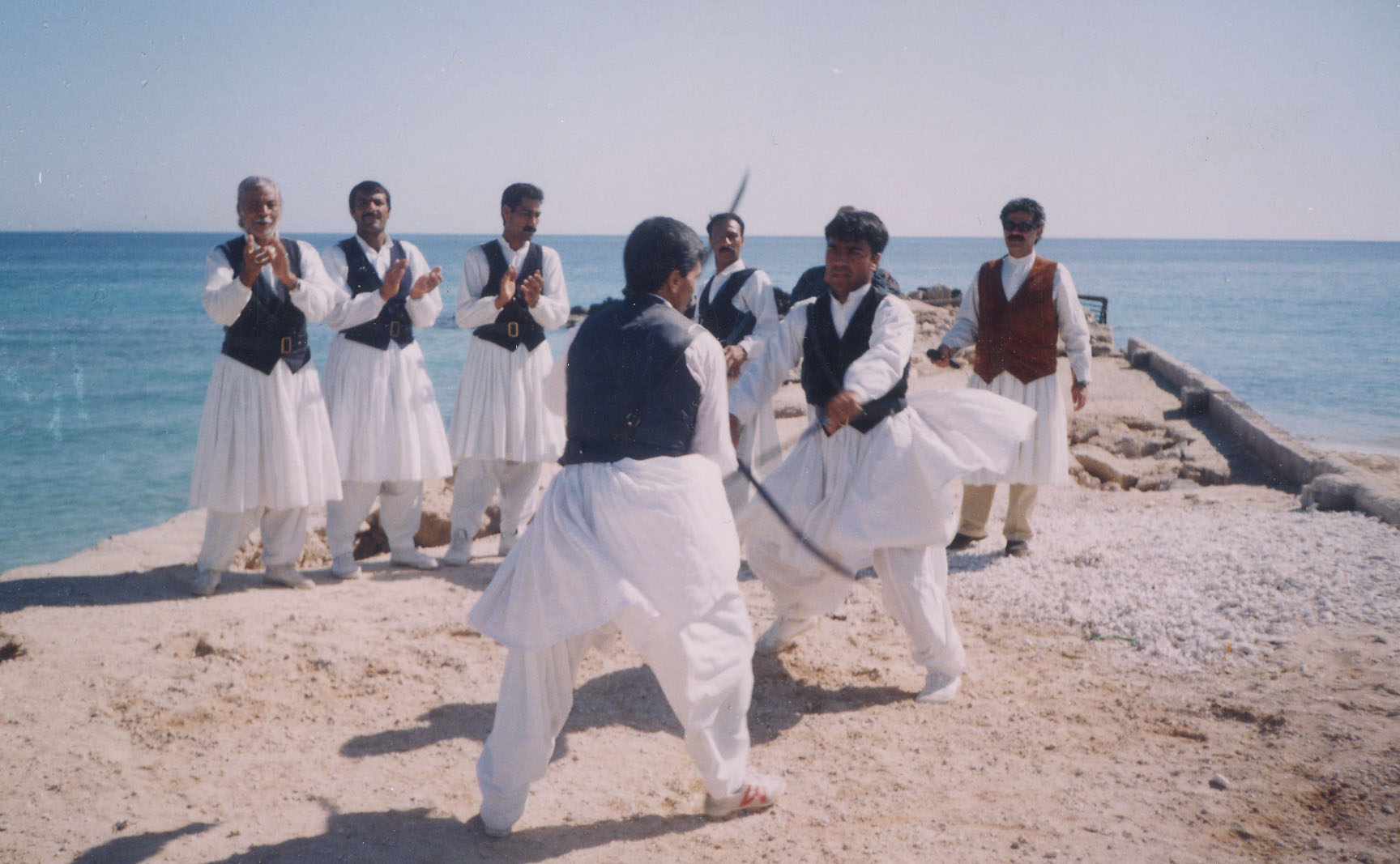
لباس مردان سیستانی هنگام رقص با شمشیر

پوشاک مردان سیستان عمدتاً شامل دستار، سرپوش، پیراهن و شلوار است. به دستار در گویش محلی لنگوته می‌گویند که بیشتر به رنگ سفید است. پیراهن مردان، بلند و تا سر زانو است. این پیراهن‌ها در ۳ مدل چین‌دار، ساره، ترک‌دار استفاده می‌شود. معمولاً پیراهن به هر صورت که باشد، شلوارش نیز به همان صورت ساده یا چین‌دار است. روی لباس مجالس افراد مرفه ابریشم‌دوزی می‌شود.
در گویش محلی سیستان به شلوار، تمو یا تومون و به پیراهن پنر می‌گویند و نوع ترک‌دار آن را چل تریز می‌نامند که از قسمت زیر حلقه آستین به پایین حداقل از ۳۴ ترک تشکیل شده‌است. همچنین مردان سیستانی جلیقه‌ای روی پیراهن می‌پوشند که به آن جلزقه می‌گویند.

لباس زنان سیستانی

پوشاک زنان سیستانی نیز ساده و با طرح‌هایی است. لباس زنان همچون مردان بلند و گشاد است. زنان سیستانی علاوه بر لباس سنتی و روزانه خود، نوعی لباس نیز جهت اعیاد و جشن‌ها تدارک می‌بینند. از مشخصات لباس روزمره زنان سیستانی، نوعی سوزن‌دوزی است که در حاشیه یقه و سرآستین لباس به کار می‌رود که در گویش محلی به آن سیاه دوزی  گویند. این لباس از پیراهن و شلوار گشاد تشکیل می‌شود. بلندی پیراهن تا پایین زانو و دور کمر آن چین‌دار است. همچنین دستاری مستطیل شکل بر سر می‌بندند. پوشاک جشن‌ها و مراسم شاد که متشکل از شلواری پرچین، پیراهنی تا بالای زانو با دو چاک از دو طرف است. همچنین دامنی پرچین می‌پوشند که به آن تمو می‌گویند و تا سر زانو است. گشادی دور دامن به ۹ متر می‌رسد. دستاری که در این لباس مورد استفاده قرار می‌گیرد، سه گوش است. نمونه این لباس در پوشاک سنتی زنان خراسان نیز دیده شده‌است. همچنین پیراهن دو گریبانه، پیراهن تاجیک، لچک و چادر، بخشی از پوشاک محلی زنان سیستانی است.

## آشپزی
آشپزی سیستانی طیف گسترده‌ای از غذاها را شامل می‌شود که توسط مردمان سیستانی تهیه می‌شود.